# Толл-подобный рецептор 9
Толл-подобный рецептор 9 (TLR9, CD289) — мембранный белок, входящий в группу толл-подобных рецепторов, обеспечивающих функционирование врождённого иммунитета. Продукт гена TLR9. TLR9 экспрессирован на клетках иммунной системы, включая дендритные клетки, макрофаги, естественные киллеры и другие антигенпредставляющие клетки. Распознаёт CpG-участки на молекуле ДНК, которые встречаются относительно редко (~1%) в ДНК позвоночных по сравнению с бактериальной или вирусной ДНК. Это внутриклеточный белок, локализующийся в эндосомах.